# (4168) Millan
(4168) Millan ist ein Hauptgürtelasteroid, der am 6. März 1979 am Felix-Aguilar-Observatorium entdeckt wurde.
Der Asteroid wurde nach Julio Rodolfo Millan (1923–1995), Rektor der Universität in San Juan, benannt.